# Murder in the Family
Murder in the Family é um filme policial britânico de 1938, dirigido por Albert Parker e estrelado por Barry Jones, Jessica Tandy e Evelyn Ankers. Foi adaptado de um romance de James Ronald. Depois da morte de uma mulher rica, toda família dela caem sob suspeita de assassinato.

## Elenco
- Barry Jones - Stephen Osborne
- Jessica Tandy - Ann Osborne
- Evelyn Ankers - Dorothy Osborne
- Donald Gray - Ted Fleming
- Jessie Winter - Edith Osborne
- David Markham - Michael Osborne
- Glynis Johns - Marjorie Osborne
- Roddy McDowall - Peter Osborne
- Annie Esmond - Tia Octavia
- Rani Waller - Miss Mimms